# Myong Dong-chan
Myong Dong-chan est un footballeur international puis entraîneur nord-coréen. Il dirige notamment à deux reprises l'équipe nationale.

## Biographie

### Carrière de joueur
En 1974, il est sélectionné pour participer aux Jeux asiatiques qui ont lieu à Téhéran en septembre 1974. À cette occasion, il inscrit même un but face à l'Inde pour une victoire des Nord-Coréens 4-1. Le parcours est stoppé au second tour de la compétition.
En 1976, il fait partie du groupe nord-coréen qualifié pour le tournoi olympique de football durant les Jeux de Montréal. Il participe aux trois rencontres disputées par sa sélection, qui termine son parcours face à la Pologne, en quarts de finale.

### Carrière d'entraîneur
En septembre 1990, il est choisi par les instances dirigeantes de la fédération pour succéder à Kim Jong-min au poste de sélectionneur. La Corée du Nord doit alors participer aux Jeux asiatiques, organisés à Pékin. Après un premier tour très moyen (0-0 contre la Malaisie et défaite 2-1 face à l'Iran), Myong voit ses hommes s'imposer à l'issue de la séance des tirs au but en quarts devant l'Arabie saoudite puis battre la Thaïlande en demi-finale. La belle aventure nord-coréenne s'achève en finale, avec une nouvelle défaite, encore une fois jouée par le biais des tirs au but, contre l'Iran. Quelques jours plus tard, il est sur le banc pour diriger son équipe lors du Match de la Réunification, un duel amical en aller-retour face à la Corée du Sud. Les Nord-Coréens gagnent le premier match à Pyongyang sur le score de deux buts à un avant de perdre la deuxième manche 1-0 à Séoul. C'est avec ce dernier match que le mandat du technicien s'achève puisque c'est le Hongrois Pál Csernai qui est recruté pour le remplacer.
Dix ans plus tard, en 2000, il est rappelé au chevet des Chollimas. Il reprend la place laissée vacante par Mun Ki-nam et a pour mission de tenter de qualifier ses hommes pour la Coupe d'Asie des nations, organisée au Liban. Le technicien manque son objectif puisqu'il ne termine qu'à la deuxième place du groupe de qualification, devancé par la Thaïlande, qui obtient le seul billet pour la phase finale. Cet échec met fin à ce deuxième passage sur le banc, où il laisse la place à Ri Jong-nam.

## Palmarès
- Finaliste des Jeux asiatiques en 1990 avec la Corée du Nord